# Perepelovití
Perepelovití (Turnicidae) je malá čeleď ptáků, připomínajících na první pohled křepelky, s nimiž však nejsou vůbec příbuzní. Žijí v teplých travnatých oblastech Asie, Afriky, Evropy a Austrálie. Celkem je rozlišováno 16 druhů ve dvou rodech, přičemž většina patří do rodu Turnix a jen jediný do rodu Ortyxelos.
Perepelové jsou malí, nenápadní ptáci, kteří dávají přednost běhu před letem. Samice jsou pestřeji zbarvené a zahajují tok. Perepelové žijí v polyandrii, samice se pohybují mezi několika samci a zahánějí konkurenční samice ze svého teritoria. Samci i samice společně stavějí hnízdo na zemi, na vejcích sedí jen samec, který se také stará o mláďata. Ta se líhnou po 12 až 13 dnech sezení, vzletnosti dosahují během dvou týdnů od vylíhnutí.

## Taxonomie
Perepelové byli tradičně řazeni mezi krátkokřídlé (Gruiformes) nebo hrabavé ptáky (Galliformes). Taxonomie podle Sibleyho a Ahlquista je povýšila na úroveň řádu Turniciformes a umístila je mezi nejpůvodnějí zástupce skupiny Neoaves – buď proto, že jejich urychlená molekulární evoluce překročila hranice rozlišitelné při použití DNA-DNA hybridizace nebo proto, že autoři nepoužili přiměřené porovnávání. Na základě morfologie, DNA-DNA hybridizace a dat ze sekvence DNA je třeba řadit perepely do řádu dlouhokřídlých (Charadriiformes). V rámci tohoto řádu se zdají být starobylou skupinou, jak ukazuje nález fosilního perepelovitého ptáka rodu Turnipax ze spodního oligocénu a molekulární data.

## Popis
Perepelové jsou malí zemní ptáci. Nejmenším druhem je perepel nejmenší (Ortyxelos meiffrenii), jediný druh rodu Ortyxelos, který dorůstá délky 10 cm a váží pouhých 20 g. Perepelové rodu Turnix jsou 12–23 cm dlouzí a váží 30–130 g. Na první pohled připomínají křepelky, od nichž se liší absencí zadního prstu a volete. Samice této čeledi mají rovněž unikátní hlasový orgán, tvořený zvětšenou průdušnicí a nafukovací částí jícnu, který používají při vydávání charakteristického volání.

## Druhy
- Rod Ortyxelos
  - O. meifrenii, perepel nejmenší
- Rod Turnix
  - T. sylvatica, perepel malý
    - T. s. suluensis (vyhynul v pol. 20. století)
    - T. s. sylvatica (snad vyhynul koncem 20. století)

  - T. worcesteri, perepel Worcesterův
  - T. everetti, perepel Everettův
  - T. hottentotta, perepel hottentotský
  - T. tanki, perepel žlutonohý
  - T. suscitator, perepel šupinkový
  - T. nigricollis, perepel madagaskarský
  - T. ocellata, perepel žlutozobý
  - T. melanogaster, perepel queenslandský
  - T. varius, perepel rudooký
    - T. (v.) novaecaledoniae (vyhynul začátkem 20. století)

  - T. castanota, perepel kaštanový
  - T. pyrrhothorax, perepel rezavoprsý
  - T. maculosa, perepel australasijský
  - T. velox, perepel australský
  - T. olivei, perepel okrovoprsý